# Ontario Cancer Institute
L'Institut ontarien du cancer (OCI) est la division de recherche du Princess Margaret Cancer Centre (en), affilié à l'University Health Network (en) de l'Université de Toronto . Les premières équipes de recherche s'installe en 1957. Officiellement ouvert aux patients en 1958, il est le premier hôpital dédié au cancer au Canada. Du fait du de la connotation négative et stigmatisant du mot « cancer » à l'époque, l'hôpital est rebaptisé Princess Margaret Hospital, bien que l'ensemble de l'opération s'appelait l'Ontario Cancer Institute incorporant l'Hôpital Princess Margaret, ou OCI/PMH. Les cliniciens préférant le nom de l'hôpital, tandis que les scientifiques utilisaient OCI.
L'emplacement initial de l'OCI/PMH était au 500 rue Sherbourne à Toronto. En 1995, l'ensemble des opérations déménage dans un nouveau bâtiment au 610 University avenue, et le nouvel hôpital Princess Margaret intègre le réseau universitaire de santé canadien. L'OCI reste le bras de recherche du PMH, qui a changé en 2012 son nom en Centre de cancérologie Princesse Margaret.